# Dicellitis acrographa
Dicellitis acrographa är en fjärilsart som beskrevs av Diakonoff 1953. Dicellitis acrographa ingår i släktet Dicellitis och familjen vecklare. Inga underarter finns listade i Catalogue of Life.